# Progomphus geijskesi
Progomphus geijskesi är en trollsländeart som beskrevs av James George Needham 1944. Progomphus geijskesi ingår i släktet Progomphus och familjen flodtrollsländor. Inga underarter finns listade i Catalogue of Life.